# الجامعة التونسية للجمباز
الجامعة التونسية للجمباز (بالفرنسية: Fédération tunisienne de gymnastique أو اختصارا FTG) هي الهيئة التي تشرف على رياضات الجمباز وأنواعها (جمباز فني، جمباز إيقاعي، جمباز النط، تراجع) في تونس.